# Chitala hypselonotus
Chitala hypselonotus är en fiskart som först beskrevs av Pieter Bleeker 1852.  Chitala hypselonotus ingår i släktet Chitala och familjen Notopteridae. Inga underarter finns listade i Catalogue of Life.